# Andrássy-kastély (Monok)
A monoki Andrássy-kastély Monok község egyik kiemelkedő jelentőséggel bíró műemléke, amelyet Magyarországon Kossuth Lajos szülőháza mellett szinte minden ember ismer, turisztikai látnivalónak számít. A kastélyt Andrássy György 1881-ben bekövetkezett halála után a család már nem használta, ezért gróf Andrássy Dénes az Országos Gyermekvédő Ligának ajándékozta. Az épületben 1914 óta általános iskola működik és helyt ad kulturális rendezvények lebonyolítására is.

## Története
A monoki uradalom Monaky Anna és Andrássy Mátyás házassága révén az 1600-as években az Andrássy család tulajdonába került. A család ezt követően a Monaky dinasztia 1370 körül épült kastélyában lakott, azonban a nemesi rang kiérdemlése után, a 17. század közepén gróf Andrássy György egy nagyobb és újabb kastély építéséről határozott. Az egyemeletesre tervezett barokk palota építésének idejét a művészettörténészek az 1750-es évekre teszik. A kastélyt a kor igényeinek megfelelően 1760 és 1780 között emelettel és szárnyépületekkel bővítették. Ekkor készült a kastély földszinti kápolnája és az emeleti díszterem is.  
A 19. században klasszicista stílusban átalakították.

## Felépítése

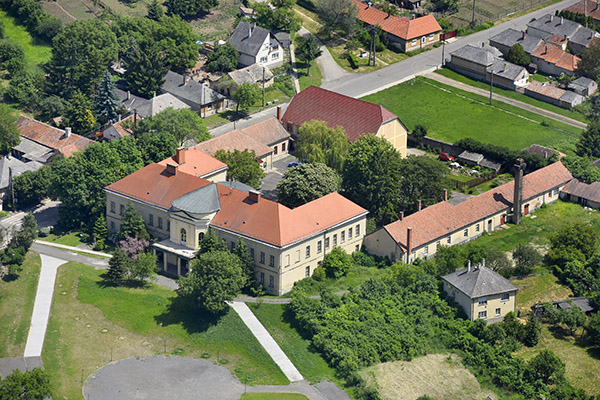
Andrássy-kastély (Monok) - légi felvétel

A domboldalon körül-belül 3,5 hektár nagyságú parkban álló U alakú, egyemeletes, kontyolt nyeregtetővel fedett kastély a magyar barokk, illetve klasszicista építészet egyik mintadarabja. A középső szárny mindkét oldalon lekerekített, timpanonos rizalit, amelyhez a főhomlokzaton oszlopokra támaszkodó erkély kapcsolódik. A kastély főhomlokzata más, klasszicista stílusban emelt épületekhez hasonlóan szimmetrikus elrendezésű. Két-két sorban hét-hét ablak néz a kertre 2+5+1+5+2 tengelyes elosztásban. A homlokzatok tagolását az építész vízszintes irányú osztópárkányok és függőleges oszlopok használatával oldotta meg. Az épület földszinti szobái fiókos donga- és csehsüvegboltozatúak, az emeleten azonban síkfödémes mennyezetű termeket alakítottak ki. A főépülethez hátrafelé szárnyépület csatlakozik, amely viszonylag nagy méretű belső udvart alakít ki. A főbejárattal szembeni nagy földszinti terem az érkező vendégek fogadására szolgált. Innen könnyen elérhető az ellenkező oldalon található belső udvar, a kápolna és a lépcsőház, ami az emeleti termek megközelítését teszi lehetővé. Az udvari oldalon végigfutó emeleti folyosóról nyílik a díszterem, a kápolna karzata és a kastély egyéb reprezentatív termei.

### A kápolna
Építését gróf Andrássy István kezdeményezte. Az 1770 és 1771 között épített, rokokó stílusú kápolna a kastély északi oldalszárnyában található. A helység szakrális jelentőségű részei a földszinti folyosóról, míg a karzat az emeleti folyosóról közelíthető meg. A kápolna eredeti formájában maradt fenn, amelyet művészi értékű rokokó falképek és berendezési tárgyak díszítenek. Itt őrizték korábban Szent Orbán vértanú ereklyéit. Az 1771 március 18-án Vatikánban kiadott okirat szerint Szent Orbán földi maradványait egy valódi oroszlánlábakon álló ereklyetartóban küldte Monokra XIV. Kelemen pápa gróf Andrássy István kérésére, aki abban bízott, hogy Orbán megvédi majd szőlőit a fagykártól és a jégesőtől.

### A díszterem
Kialakítására az 1760-1780-as felújítás alkalmával került sor. Az építész a dísztermet a főépület középpontjában helyezte el, éppen a földszinti előcsarnok felé, ahonnan a kastély bizonyos emeleti termeit és a kertre néző erkélyt közelítették meg. A díszterem a kastély egészéhez viszonyítva egy nagyméretű, a kápolnához hasonlóan rokokó freskókkal díszített ovális alakú terem. A mennyezetre festett korlát mögül egy rokokó dáma és púderes parókájú gavallérja tekint le ránk. Más részén pipázó, poharazgató, zenélő, magyar dolmányos alakokat fedezhetünk fel. A terem négy sarkán a művész a négy világtájat ábrázolja allegorikus formában. Ezek meglehetősen rossz állapotban maradtak meg. A világtájak közül Európa fiatal nő alakjában mutatkozik, formái még felfedezhetők. A másik két világrészből csak egy teve, illetve egy ló figurája ismerhető fel. A mennyezet közepén festett laternanyílásból géniuszok tekintenek le, az ablaknál csillagokkal a feje felett pedig Szűz Mária alakját jelenítette meg a művész, aki valószínűleg azonos az edelényi kastély és a tőketerebesi pálos templom mennyezetének festőjével.